# Tunbaun
Tunbaun is een bestuurslaag in het regentschap Kupang van de provincie Oost-Nusa Tenggara, Indonesië. Tunbaun telt 2929 inwoners (volkstelling 2010).